# Карбахалес-де-Альба
Карбахалес-де-Альба (ісп. Carbajales de Alba) — муніципалітет в Іспанії, у складі автономної спільноти Кастилія-і-Леон, у провінції Самора. Населення — 668 осіб (2010).
Муніципалітет розташований на відстані близько 240 км на північний захід від Мадрида, 26 км на північний захід від Самори.

## Демографія
Динаміка населення (INE ):